# Sotnie
Sotnia (în limbile rusă și ucraineană: сотня) a fost subunitate a regimentelor căzăcești cu un efectiv de o sută de oameni. În termeni moderni, sotnia ar fi echivalentul unei companii. 
În perioada în care cazacii au slujit în cadrul armatei imperiale ruse, regimentul tipic era format din cinci sotnii de infanterie sau escadroane de cavalerie. Termenul a fost folosit până în 1922, odată cu fondarea Uniunii Sovietice și desființarea Republicii Populare Ucrainene și a formațiunilor administrative autonome căzăcești. 

## Kurina
În timpul celui de-al doilea război mondial, unitatea militară de bază a Armatei Insurecționale Ucrainene a fost kurina (în cadrul trupelor de cazaci acest termen desemna și gradul militar cel mai mic) ), echivalentul unui batalion. Kurina era subîmpărțită în trei-patru sotnii. Kurina desemna și cel mai mic grad militar în cadrul trupelor de cazaci. 

## În zilele noastre
În cadrul forțelor terestre croate există subunitatea satnija (echivalentul unei companii), cu un efectiv de 100 – 150 de soldați. 